# Cenova
Cènova (Çèna o Çènua in ligure) è oggi una frazione del comune di Rezzo, in provincia di Imperia. Fino al 1928, anno nel quale venne unita a Rezzo insieme a Lavina, fu comune autonomo.

## Geografia fisica
Il borgo di Cenova è ubicato in sinistra idrografica del torrente Giara di Rezzo, circa 200 metri più in alto del fondovalle.. Dell'ex-comune di Cenova facevano anche parte aree a vigneto, seminativo e oliveto, mentre l'attività zootecnica era piuttosto limitata.

## Storia
Cenova viene menzionata in un documento che tratta di una disputa con Rezzo sull'uso agropastorale del territorio e che fu risolta con un arbitrato il 13 giugno 1264. Data invece 1353 l'approvazione degli "Statuti di Cenova". In tali statuti venivano normate varie materie tra le quali l'uso dei pascoli e delle acque, le cariche e la magistrature comunali e vari aspetti dei passaggi di proprietà. Del borgo si parla anche in documenti del 1380 su aspetti della cura d'anime quali la benedizione dei fonti battesimali del paese e del suo cimitero.. Nel 1455 Cenova venne ceduta dai Venimiglia ai Lascaris assieme al resto della vallata della Giara di Rezzo, passando sotto il controllo della Contea di Tenda. Anche in seguito Cenova seguì le vicende di Rezzo e della sua valle, che venne integrata nei domini di casa Savoia. Nel Cinquecento furono effettuati importanti lavori sulla chiesa parrocchiale nel corso dei quali si definì l'attuale configurazione urbanistica del piccolo centro storico. All'inizio del Seicento a breve distanza dalla parrocchiale fu costruita una cappella dedicata a San Giovanni Evangelista e San Giovanni Battista. Per lungo tempo il borgo di Cenova fu noto per i suoi scalpellini, che operarono in una vasta zona della Liguria occidentale A cavallo tra Settecento e Ottocento, nel periodo definito da alcuni storici Regime francese, il comune di Cenova venne unito a quello di Lavina. I due paesi con la fine della presenza dell'Impero Francese in Liguria riottennero poi l'autonomia amministrativa. Un terremoto colpì Cenova il 23 febbraio 1887 e, pur senza provocare vittime, causò vari danni agli edifici del paese tra i quali il parziale crollo del campanile della chiesa parrocchiale.. Nel 1928 il comune di Cenova venne inglobata da Rezzo assieme al vicino territorio di Lavina, così che l'intera valle della Giara fu unificata a livello amministrativo. . Nel 2019 il paese venne colpito da una alluvione e da una violenta frana che distrusse parzialmente l'oratorio del paese; negli ultimi tempi il paese però si sta rialzando.

## Monumenti e luoghi d'interesse

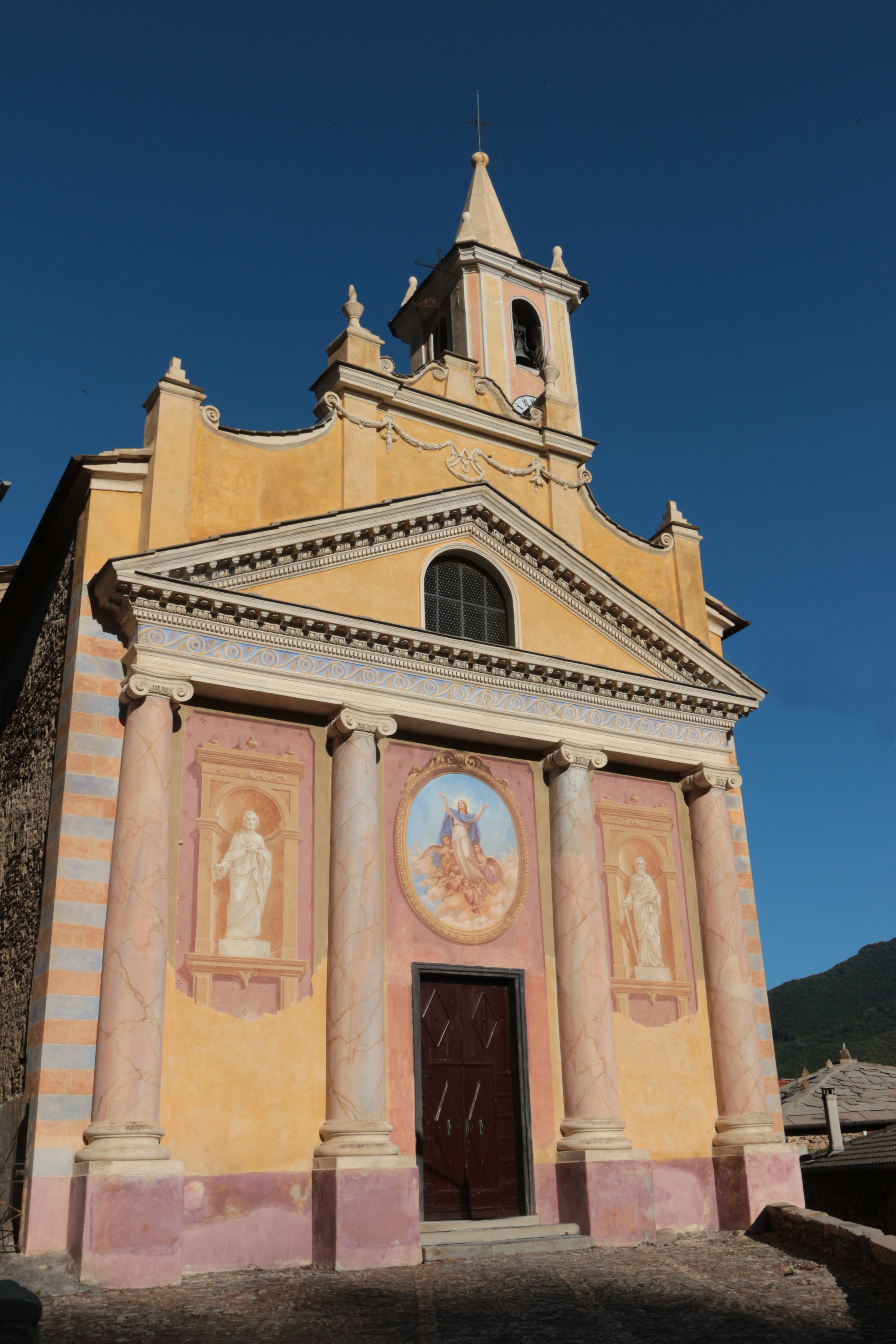
Chiesa parrocchiale

- Parrocchiale dell'Assunta, eretta nel XV secolo e poi, tra il 1684 e il 1702, soggetta a un ingente restauro in stile barocco da Gio Batta Marvaldi. Per la ricchezza e la raffinatezza  delle decorazioni fu definita dal vescovo Alessandro Piazza "la cattedrale" della Valle Arroscia";
- Oratorio dei Santi Giovanni Battista ed Evangelista (completato nel 1604), parzialmente distrutto dalla frana che ha investito una parte del paese nella notte tra il 2 e il 3 dicembre 2019;
- Cappella di San Sebastiano (XVI secolo), accoglie i visitatori di Cenova poco prima del centro abitato. Presenta una bella volta a crociera di tipo quattrocentesco che copre il presbiterio, sulla cui parete di fondo si staglia un pregevole affresco del primo Cinquecento;
- Cappella di S. Benedetto, chiamata però dagli abitanti di Cenova "a Madonna" in quanto è meta il 15 d'agosto della processione della Madonna Assunta. È una cappella cimiteriale risalente al tardo Quattrocento al cui interno spicca una bella figura femminile scolpita in pietra nera, reggente la vasca dell'acquasantiera, opera evidente dei lapicidi locali;
- Museo dei lapicidi di Cenova con percorsi nei centri storici, museo-laboratorio dedicato ai maestri lapicidi, integrato da alcuni percorsi didattici all'aperto[10].